# Eugène Balme
Eugène Jean François Balme (Oullins, 22 novembre 1874 – Parigi, 24 febbraio 1914) è stato un tiratore a segno francese.

## Biografia
In carriera, Balme partecipò ai Giochi della II Olimpiade di Parigi nel 1900 dove vinse la medaglia di bronzo nella prova di pistola automatica dai 25 metri. Disputò anche i Giochi della IV Olimpiade di Londra nel 1908 dove vinse un'altra medaglia di bronzo nella gara di carabina libera a squadre.
Fu più volte presente anche ai Campionati mondiali di tiro dove ottenne buoni successi.
Si suicidò con due pistole a causa di un esaurimento nervoso nel 1914, nella sua casa di Parigi.

## Palmarès
| Anno | Manifestazione      | Sede        | Evento                                 | Risultato |
| ---- | ------------------- | ----------- | -------------------------------------- | --------- |
| 1900 | Olimpiadi           | Parigi      | Pistola automatica 25 m                | Bronzo    |
| 1905 | Campionati mondiali | Bruxelles   | Carabina 300 m, 3 posizioni, a squadre | Bronzo    |
| 1905 | Campionati mondiali | Bruxelles   | Carabina 300 m, proni                  | Bronzo    |
| 1906 | Campionati mondiali | Milano      | Carabina 300 m, 3 posizioni            | Oro       |
| 1906 | Campionati mondiali | Milano      | Carabina 300 m, 3 posizioni, a squadre | Argento   |
| 1906 | Campionati mondiali | Milano      | Carabina 300 m, proni                  | Oro       |
| 1907 | Campionati mondiali | Zurigo      | Carabina 300 m, 3 posizioni, a squadre | Bronzo    |
| 1907 | Campionati mondiali | Zurigo      | Carabina 300 m, proni                  | Argento   |
| 1908 | Olimpiadi           | Londra      | Carabina libera a squadre              | Bronzo    |
| 1913 | Campionati mondiali | Campo Perry | Carabina 300 m, 3 posizioni, a squadre | Argento   |